# Platycraninae
A Platycraninae a rovarok (Insecta) osztályának a botsáskák (Phasmatodea) rendjéhez, ezen belül a valódi botsáskák (Phasmatidae) családjához tartozó alcsalád.

## Rendszerezés
Az alcsaládba az alábbi nemek tartoznak:
- Acanthograeffea
- Apterograeffea
- Davidrentzia
- Echetlus
- Elicius
- Erastus
- Graeffea
- Megacrania
- Ophicrania
- Platycrana
- Redtenbacherus Özdikmen & Darilmaz, 2008
- Xenomaches